# Adem Ljajić
Adem Ljajić - em sérvio, Адем Љајић - (Novi Pazar, 29 de setembro de 1991) é um futebolista sérvio de etnia bosníaca  que atua como meia-atacante. Atualmente, joga FK Sarajevo.

## Carreira
Em 2012, ficou famoso por ter sido agredido pelo técnico Delio Rossi. Após o evento, o técnico do time foi demitido.
Ljajić também se desentendeu no mesmo ano com outro treinador, Siniša Mihajlović, na seleção Sérvia, adotada por Ljajić em decisão incomum: o jogador é etnicamente bosníaco e muçulmano, recusando-se a cantar o hino sérvio (a fazer referências à "raça sérvia" e ao cristianismo ortodoxo), originando a discussão. Ljajić, que havia sido ajudado pelo técnico quando chegara à Fiorentina, só voltou a defender a seleção dois anos depois, após a troca de treinador.